# Yuta Goke
Yuta Goke (郷家友太, Goke Yuta), né le 10 juin 1999 à Miyagi au Japon, est un footballeur japonais. Il évolue au poste d'attaquant au Vegalta Sendai.

## Biographie

### En club
Passé par le Aomori Yamada High School, Yuta Goke intègre le club de Vissel Kobe en janvier 2018, après avoir pris sa décision de rejoindre le club dès le mois d'août 2017. Cette même année, le 7 mars, il joue son premier match en professionnel face au V-Varen Nagasaki en Coupe de la Ligue. Titularisé ce jour-là, son équipe fait match nul (2-2). Le 18 mars suivant il fait ses premiers pas en J1 League face au Cerezo Osaka, cette fois-ci le Vissel Kobe remporte la partie (2-0). Yuta Goke inscrit son premier but dans l'élite du football japonais le 19 août 2018, lors de la victoire des siens face au Shonan Bellmare (0-2). Au Vissel Kobe il côtoie des joueurs comme Andrés Iniesta ou Lukas Podolski.
En janvier 2023, Yuta Goke rejoint le Vegalta Sendai. Le transfert est annoncé dès le 12 décembre 2022.
Il inscrit son premier but pour le club le 19 mars 2023, face au Thespa Gunma, en championnat. Titulaire, il ouvre le score et contribue ainsi à la victoire de son équipe (1-2 score final).

### En équipe nationale
Avec l'équipe du Japon des moins de 20 ans, Yuta Goke participe à la Coupe du monde des moins de 20 ans en 2019. Lors de cette compétition organisée en Pologne, il prend part à deux matchs.

## Palmarès

### En club
| Vissel Kobe - Coupe du Japon - Vainqueur en 2019 - Supercoupe du Japon - Vainqueur en 2020 |